# Julián Arcas

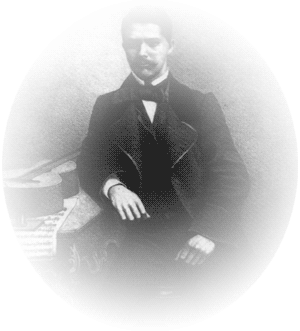
Julián Arcas.

Julián Arcas (* 25. Oktober 1832 in María (Provinz Almería); † 16. Februar 1882 in Antequera (Provinz Málaga), vollständig Julián Gavino Arcas Lacal) war ein spanischer Gitarrist, Komponist und Gitarrenlehrer. Er hatte großen Einfluss auf Francisco Tárrega und Antonio de Torres.

## Leben
Arcas erhielt mit Hilfe des seinerzeit verbreiteten Lehrwerks von Dionisio Aguado seinen ersten Gitarrenunterricht vom Vater.
Vermutlich 1850 traf Arcas den Gitarrenbauer Antonio de Torres, der für ihn eine seiner ersten Gitarren, La Leona, baute. Arcas riet Torres, den Gitarrenbau zum Beruf zu machen und spielte bis zum Ende seiner Karriere nur Torres-Gitarren.
1852 trat Julián Arcas, nachdem er wohl schon einige Jahre zuvor seine Konzerttätigkeit begonnen hatte, in Madrid auf.
Arcas war zwischen 1860 und 1872 ein überregional bekannter Gitarren-Virtuose und konzertierte in Spanien und England. 1862 besuchte der junge Tárrega mit seinem Vater ein Konzert in Castellón de la Plana. Tárregas Vater bat Arcas, seinen Sohn, der zuvor etwas Gitarrenunterricht von einem blinden Musiker namens Manuel González erhalten hatte, vorspielen zu lassen. Arcas war angeblich so beeindruckt, dass er daraufhin den Zehnjährigen nach Barcelona einlud, um ihn dort auszubilden. 1872 zog sich Arcas aus dem Konzertbetrieb zurück, kehrte aber 1874 auf die Bühne zurück und starb 1882 während einer Konzertreise.
Arcas gilt als einer der Begründer der spanischen Gitarrenschule, die durch Francisco Tárrega und dessen Schüler internationale Bedeutung erlangte.
Zu Arcas Ehren wird in Almería ein internationaler Gitarrenwettbewerb, Certamen Internacional de Guitarra Clásica „Julián Arcas“, veranstaltet.

## Werke
Die 1993 von Melchor Rodríguez bei Soneto in Madrid als Facsimile veröffentlichte Ausgabe der Werke von Arcas enthält 44 Originalkompositionen und 8 Arrangements.

## Werkausgaben und Einspielungen
- Melchor Rodríguez (Hrsg.): Julían Arcas. Obras Completas para Guitarra / Guitar Works. Soneto, Madrid 1993, ISBN 84-87969-38-0 (Faksimile).
- Julián Arcas: Complete Guitar Music, performed by Gabriele Zanetti; 4-CD-set (Brilliant Classics 95639, 2020).